# Lendmann
Lendmann (flertal: lendmenn) (oldnordisk: lendr maðr) var en vasaltitel fra vikingetidens og middelalderens Norge, tildelt af kongen for at udøve kongelig myndighed. 
Lendmann var den højeste rang indenfor kongens hird og stod kun under jarl  og konge. Titlen lendmann (lendr maðr) findes første gang brugt i skjaldedigte fra Olav den Helliges regeringsperiode i det tidlige 11. århundrede. Lendmenn fik indtægt af kongens "land", dvs. krongodset, mod at beskytte landefreden og udøve forskellige administrative funktioner. Som regel blev de valgt fra bygdearistokratiet; men stilling og titel var formelt ikke arvelig. I løbet af 1000- og 1100-tallet blev lendmennene knyttet sammen til et aristokrati, som sammen med den højere gejstlighed udgjorde Norges "statsbærende klasse", og til tider kontrollerede kongedømmet. Tore Hund var lendmann for kong Olav den Hellige, men dræbte som leder af bondehæren sin konge i slaget ved Stiklestad. Snorre var lendmann (senere jarl) på Island; og ærkebiskop Øystein Erlendsson allierede sig med lendmannen Erling Skakke for at forøge kirkens magt i Norge i bytte mod, at kirken hjalp Erling Skakke til at få sønnen Magnus Erlingsson kronet til konge - selv om Magnus ikke var kongesøn.
Den mægtige Erling Skjalgsson (død i 1027) afslog ifølge Snorre at modtage titel som jarl, og ville kun kaldes herse som sine forfædre. Han kaldtes imidlertid også lendmann, og var en af de første høvdinge omtalt med dette ombudsmandsnavn.
En lendmann havde i årlige veitsler (indtægt) 15 mark, mod at stille sine huskarle til krigstjeneste for kongen. I 1277 under kong Magnus Lagabøter blev titlen lendmann officielt byttet ud med "baron"; men i 1308 opphævede kong Håkon 5. Magnusson også denne titel.